# Leman (magazine)
Pour les articles homonymes, voir Leman.
Leman est l'un des plus anciens magazines humoristiques en Turquie.

## Historique
En 1985, Şükrü Yavuz crée le magazine Limon qui devient vite la principale revue d'opposition du pays. Le rédacteur en chef est condamné pour avoir publié une caricature du président Turgut Özal et la revue interdite.
En 1992, avec la fermeture de Limon, l'équipe se réunit pour redonner vie à la revue sous le nom de Leman, toujours réputée pour ses positions radicales exprimées à travers des articles (Atilla Atallay, Nihat Genç) et des caricatures (Güneri İçoğlu, Mehmet Çağçağ (tr), Bahadır Boysal).
Ces dernières années[Quand ?], ses ventes se sont affaiblies[réf. nécessaire].
La plupart des membres de Leman se sont associés à la création des magazines d'humour alternatif Penguen et Lombak.
Le journal est, de longue date, la cible des conservateurs, en particulier à la suite de son soutien à l’hebdomadaire satirique Charlie Hebdo en France après l’attaque terroriste islamiste à Paris, qui avait fait 12 morts. 
Le 30 juin 2025, deux rédacteurs en chef et le directeur de la rédaction de Leman, sont arrêtés pour avoir publié un dessin de Mahomet. Le même jour, plusieurs dizaines de manifestants islamistes en colère attaquent un bar dans le centre d’Istanbul souvent fréquenté par les employés du magazine, provoquant des échauffourées avec la police. Le lendemain, des centaines d'islamistes se rassemblent autour de la mosquée de Taksim, scandant « Leman, salauds, n'oublie pas Charlie Hebdo », en référence aux attentats jihadistes contre l'hebdomadaire satirique français le 7 janvier 2015. Recep Tayyip Erdoğan a également dénoncé une « provocation infâme » et évoqué « un crime de haine ».